# Caserne Niel (Toulouse)
Pour les articles homonymes, voir caserne Niel.
La caserne Niel est une ancienne caserne de Toulouse. Utilisée pour de multiples fonctions par l'armée française tout au long du XXe siècle, elle est aussi un important lieu de fouilles archéologiques révélant, dès 1912, des vestiges romains, puis, en 2011, des vestiges néolithiques. En 2013, une partie du terrain occupé par la caserne Niel devient un jardin public, le jardin Niel.

## Histoire

### Le quartier Saint-Roch à l'époque antique
S'il existe des traces d'occupation du quartier lors de l'époque dès le IIIe siècle avant l'ère chrétienne, l'occupation ne se structure réellement que vers -150 et ne dure vraiment qu'une centaine d'années. Les fouilles réalisées jusqu'en 2008 ne permettent toutefois pas de conclure avec certitude si ce quartier faisait partie de Tolosa ou non.

### Occupation par l'armée
La création de la caserne est décidée le 13 novembre 1897 entre la ville de Toulouse et le ministère de la Guerre afin de libérer les casernes Dupuy (rue Valade) et Pelet (rue des Trente-six-Ponts), situées au centre-ville sur des terrains que la municipalité souhaitent récupérer ; la ville propose en échange à l'État français des terrains situés dans le quartier Saint-Michel. Le département de la guerre s'engage à faire construire une caserne à quatre bataillons, dont deux nouveaux bataillons à créer. Les approbations des différents ministres (Finances, Intérieur et Guerre) s'échelonnant de 1898 à 1900, la caserne est effectivement ouverte en 1901. L'acte de cession des terrains est signé le 7 mai 1906.
Lors de la construction de la caserne, au début du XXe siècle, sont trouvés de nombreux vestiges gaulois.
La caserne porte le nom du maréchal Niel, tout comme le palais Niel. L'édifice occupe un îlot entier. Les principaux bâtiments sont disposés en U autour d'une vaste cour d'exercice de près de 2,5 ha. Le bâtiment principal se compose de trois corps, à deux étages et un étage de comble, dont l'ordonnancement est majestueux : sa façade comprend dix-neuf travées. Les quatre bâtiments latéraux hébergent les quatre bataillons. Les bâtiments secondaires se répartissent le long du mur de clôture : cuisines, cabinet à provisions, laverie et latrines pour chaque bataillon et les écuries pour les chevaux des officiers, les lavoirs, le magasin à munitions.
En 1907, l'État décide de ne pas loger autant de bataillons que prévu dans la convention de 1897. S'ensuit un conflit de plusieurs années entre la municipalité et l'État. Le maire de Toulouse dépose en mars 1908 une requête introductive d'instance tendant à faire condamner l’État à la restitution du subside de 800 000 francs. Cette requête est rejetée le 1er décembre 1908 par le conseil de la préfecture de Haute-Garonne. Le conflit porte alors sur la somme de 20 000 francs que la ville devait payer à l’État pour que celui-ci cède son droit d'usufruit sur la caserne Dupuy. Pour récupérer cette somme, le Directeur des domaines décerne une contrainte le 25 novembre 1910 contre le maire de Toulouse. Celui-ci s'y oppose le 17 décembre 1910, au motif que l'usufruit était depuis longtemps révolu au moment de la convention. Le directeur des domaines demande alors au tribunal de Toulouse de statuer sur le mérite de la contrainte et impartisse à la ville un délai pour introduire contre l’État l’action en nullité qu’elle se prétend fondée à exercer. Le tribunal rejette cette demande par un jugement du 9 février 1912, infirmé en appel par un arrêt de la Cour de Toulouse du 25 mai 1914.
Le monument aux morts érigé dans la cour est inauguré le 30 octobre 1938.
En 1962 éclate à la caserne un scandale lié à de la maltraitance des recrues : les caporaux Grand et Rousset sont accusés de sadisme envers les jeunes soldats, tels que restriction des communications familiales, exercices physiques tellement difficiles qu'ils entraînent des hospitalisations, et même ingestion forcée des mégots de cigarettes et ordures trouvées dans la cour pour ceux qui ne la nettoyaient pas assez consciencieusement.
Elle est occupée jusqu'en 1990 par le 9e régiment d'infanterie, date à laquelle elle commence à être vidée à la suite de la restructuration et la baisse d'effectif de l'armée française et pour permettre le remplacement de nombre de ses bâtiments par un quartier résidentiel. Sur les 46 bâtiments existant en 1994 en subsistent deux de l'entrée (bureau postal militaire et poste de garde), le bâtiment principal (hébergement de troupes, magasins et bureaux), le mât et le monument aux morts, déplacé de quelques mètres. La 11e division parachutiste, dernière occupante de la caserne, la quitte en 1999, et la municipalité de Toulouse redevient propriétaire des terrains.

Souvenir du 14e régiment d'infanterie, carte postale des années 1910, archives municipales de Toulouse.
Extrait d'une carte de Toulouse de 1926 au 1/5000 centrée autour de la caserne Niel. Archives municipales de Toulouse.
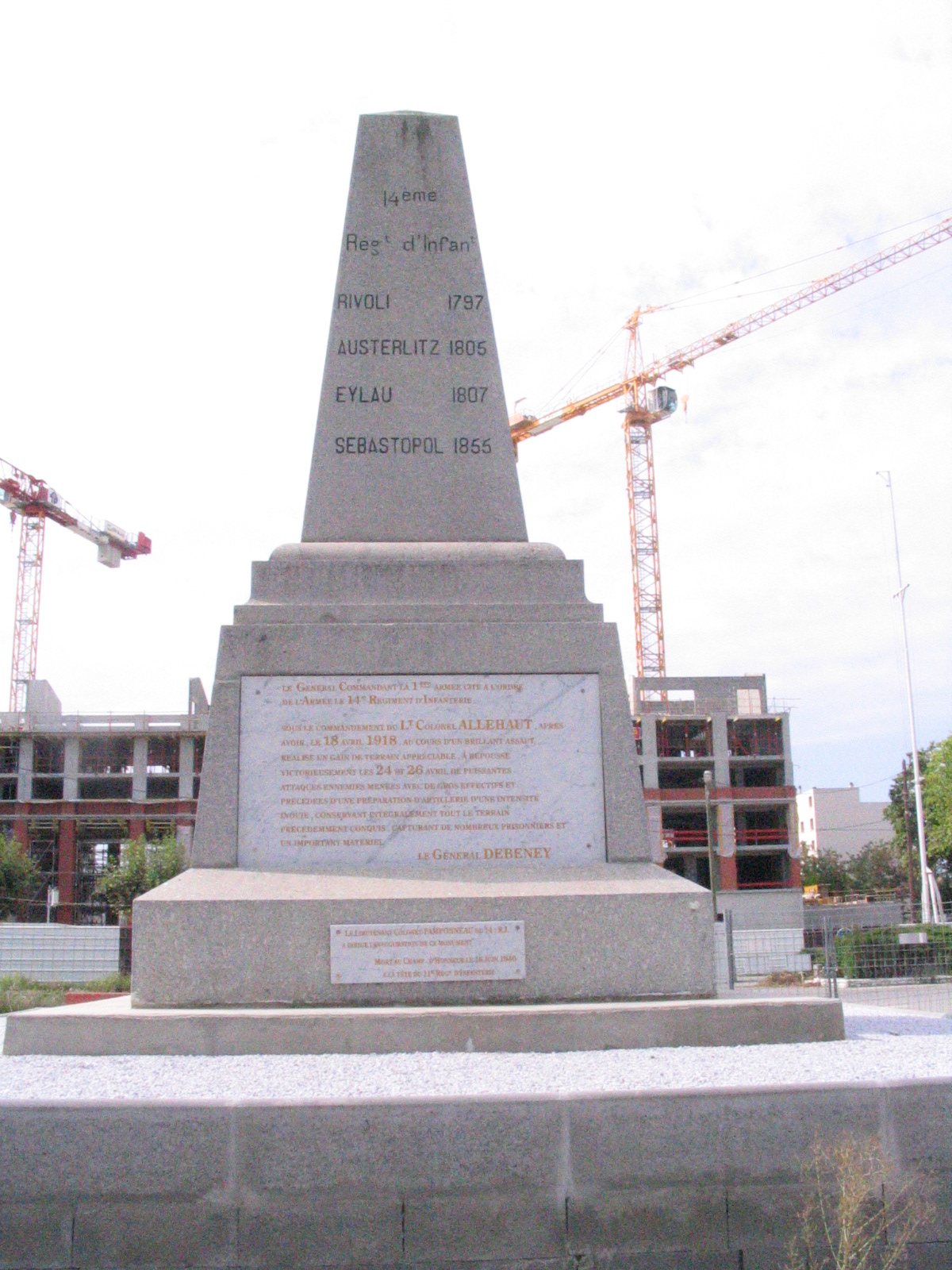
Monument aux morts du 14e RI et du 214e RI, photographié en août 2011.

### Aménagements à la suite de la fermeture
En 2001, il est projeté de reconvertir le site, avec notamment la création d'une Maison des associations dans le bâtiment qui abritait l'État major de l'armée. L'aboutissement du projet est rétardé par les fouilles archéologiques, et c'est en 2007 que la Maison des associations de Toulouse ouvre ses portes.
À la suite d'autres travaux, en 2011, il est décidé de la création d'un jardin à l'emplacement de l'ancienne place d'armes. Une Maison de la citoyenneté ouvre en 2012 en prenant place dans un des deux bâtiments qui encadre l'entrée de l'ancienne caserne et qui servaient jadis de postes de garde. Durant la même année ouvre une maison de retraite. Un an plus tard ouvre le jardin Niel. Construit lui aussi sur le site de l'ancienne caserne, le nouveau rectorat de l'académie de Toulouse est inauguré en 2015. Le site comprend également une crèche.

À la suite des attentats de mars 2012, la ville de Toulouse baptise en 2019 « Mohamed-Legouad », « Abel-Chennouf » et « Imad-Ibn-Ziaten » trois allées du jardin,.

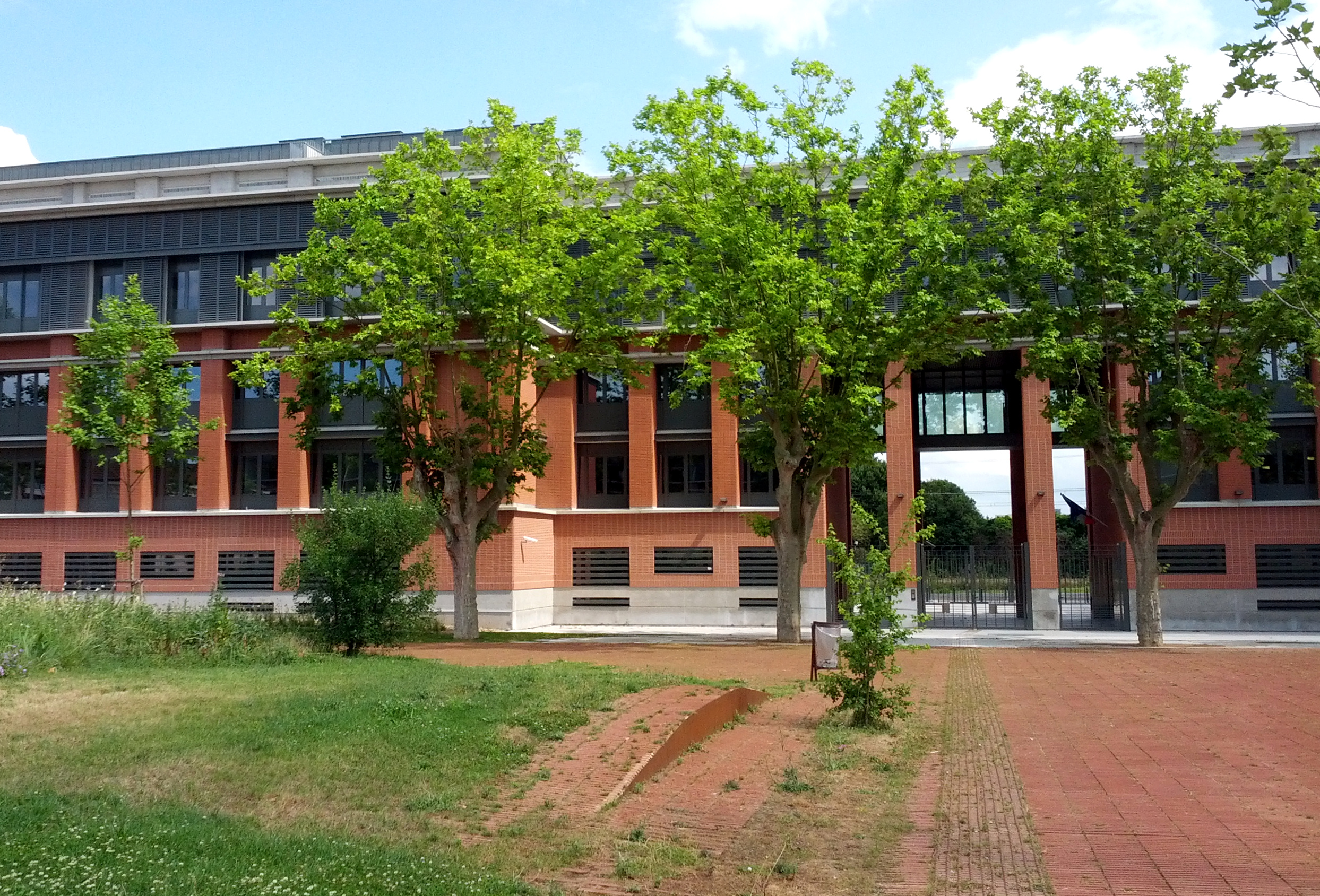
Rectorat de l'académie de Toulouse photographié depuis le jardin Niel, juin 2015.

## Fouilles archéologiques

### XVIIIesiècle

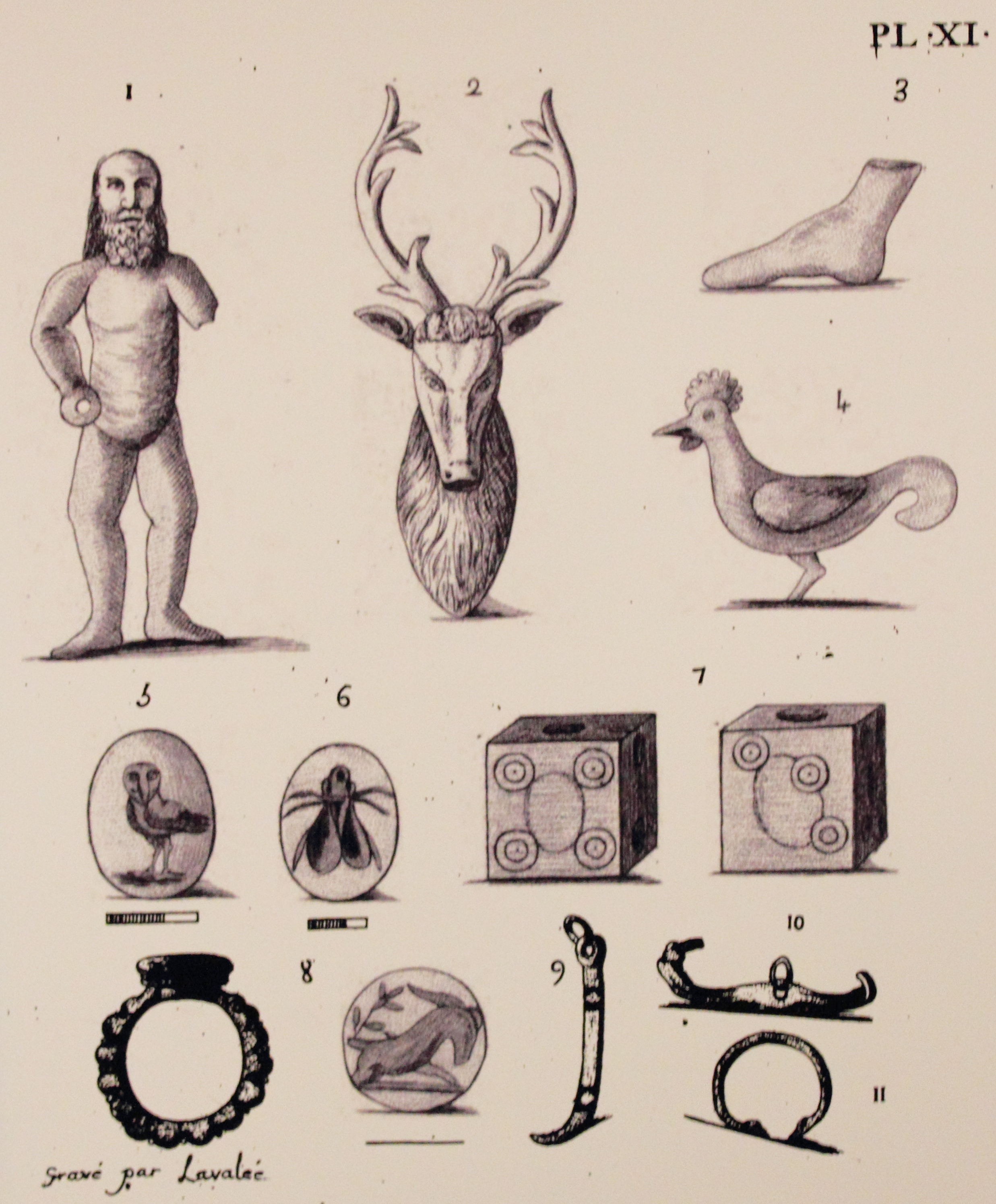
Planche d'objets romains découverts en contexte funéraire dans le quartier Saint-Roch au XVIIIe siècle, dans Histoire et Mémoires de l'Académie royale des sciences inscriptions et Belles Lettres de Toulouse, tome I, 1782, Jean-François de Montégut.

### 1912
Lors des fouilles réalisées en 1912, Léon Joulin mentionne de nombreux puits funéraires dans le quartier Saint-Roch de Toulouse, dont la plus grande partie sont situés sur le terrain de la caserne Niel. Lors de ces fouilles, il suppose que le site de Niel correspond à une ancienne nécropole ; cette hypothèse est invalidée par les fouilles du XXIe siècle.

### 1963-1964
Une dizaine de puits sont fouillés lors des travaux d'avril 1963 à octobre 1964.
La fouille du puits no 1 révèle la présence, par ordre de profondeur, d'une couche de 30 cm de gravier contenant des éclats d'amphores, une autre couche d'argile cendreuse contenant charbons, éclats d'os brûlés, et vases ovoïdes, une couche de 30 cm entre le gravier et la marne, une couche entre 1,20 m et 2,90 m composée d'amphores mises au rebut dans laquelle se trouve aussi des petits os d'animaux ainsi qu'un rivet de fer; enfin, dans une terre sombre contenant fragments d'amphores, de vases gaulois et plus particulièrement d'urnes peignées de tradition coniques, vestiges fauniques, clous et fragments de clayonnage, enfin, entre 3 et 4m de profondeur, les restes d'un bûcher, probablement liés à une cérémonie gauloise d'invocation magique, contenant trois vases placés l'un sur les autres et entouré d'amphores d'encadrement.
Concernant le puits funéraire no 2, par profondeur décroissante, 15 cm de sable et de gravier sont recouvertes d'une couche de morceaux de bois, groupes de vases, ainsi qu'un bouchon d'amphore en liège recouvert de poix et les restes d'un gros oiseau ; entre 5 et 6 m de profondeur se trouve un dôme de protection réalisé en branchages recouverts de mousses et de fougères et contenant des coques de deux variétés de noisettes ; entre 5 et 3 m de profondeur, une couche constituée de charbons de bois, morceaux de bois, amphores, tessons de poterie, perles et bracelets de verre, fragments de fibules et agrafe à double crochet en bronze, dé à jouer en os, cornes d'animaux, clous de charpente ; entre 3 m et 1,50 m, une couche de terre sombre riche de cendres, charbons, vestiges fauniques et tessons de poterie ; enfin, sur la partie la plus superficielle, une couche d'amphores, dont une grande partie jetées entières.

### 2001 et 2004

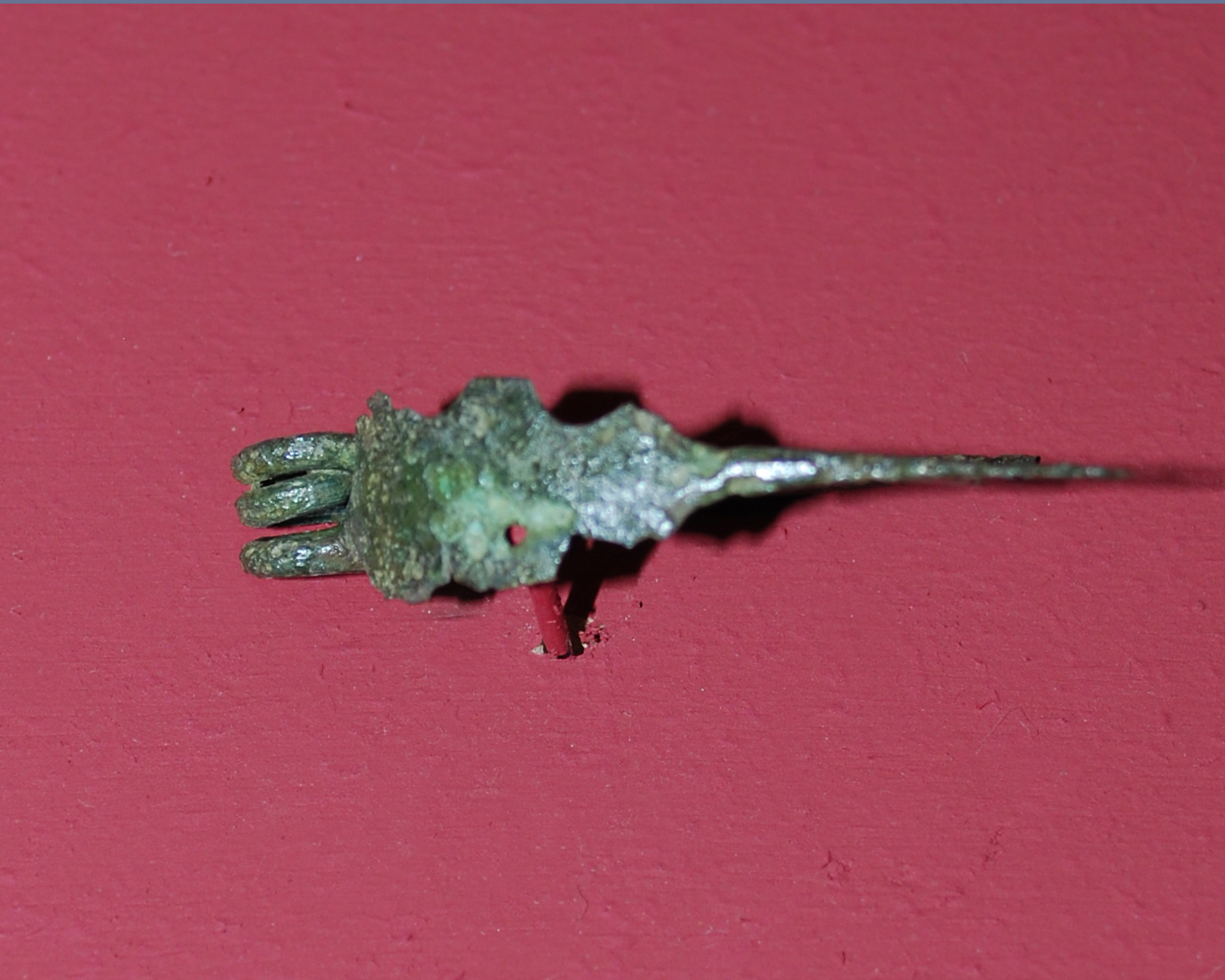
Fibule en bronze découverte en 2001 et conservée au Musée Saint-Raymond.

De nouvelles fouilles ont lieu en 2001 et 2004 à l'occasion de la construction de la ligne B du métro de Toulouse,. Elles font suite aux sondages de reconnaissance effectués en 1999 qui avaient suggérés un bon état de conservation des vestiges associés aux puits funéraires. Ces fouilles, qui s'étendent sur près de 1000 m2, ont pour objectif principal l'étude approfondie des couches d'occupation et de leur relation avec les creusements déjà effectués.
Ces fouilles renseignent sur l'occupation gauloise du site : celle-ci était particulièrement dense, puisque sur ces 1 000 m2 sont retrouvés plus de 60 000 fragments de poteries, une centaine d'objets en métal (fibules, clous, épingles, monnaies) ainsi que des ossements d'animaux et d'humains. Elles ont aussi permis de mettre en lumière l'organisation spatiale du lieu : fossés délimitant des quartiers, niveaux de circulation et bâtiments sur poteaux de bois. Ces fossés, qui participaient aussi au drainage et à l'assainissement des terrains, étaient régulièrement entretenus : les fouilles de 2004 ont ainsi mis en évidence quatre étapes d'entretien sur un siècle autour des aménagements de bas de talus autour de l'un d'entre eux. Enfin, comme ces fossés étaient aussi utilisés comme dépotoirs, les fouilles de 2001 ont mis au jour le comblement de ceux-ci par des amphores et des restes d'animaux, ainsi que le déplacement de ce fossé sur trois sites différents à mesure que le site précédent était comblé.
Concernant les bâtiments, le lieu des fouilles, en limite de l'emplacement de leurs restes, ne permettent pas de déterminer leur fonction entre maison, entrepôt et grange.

Céramiques découvertes lors des fouilles de 2001 et 2004
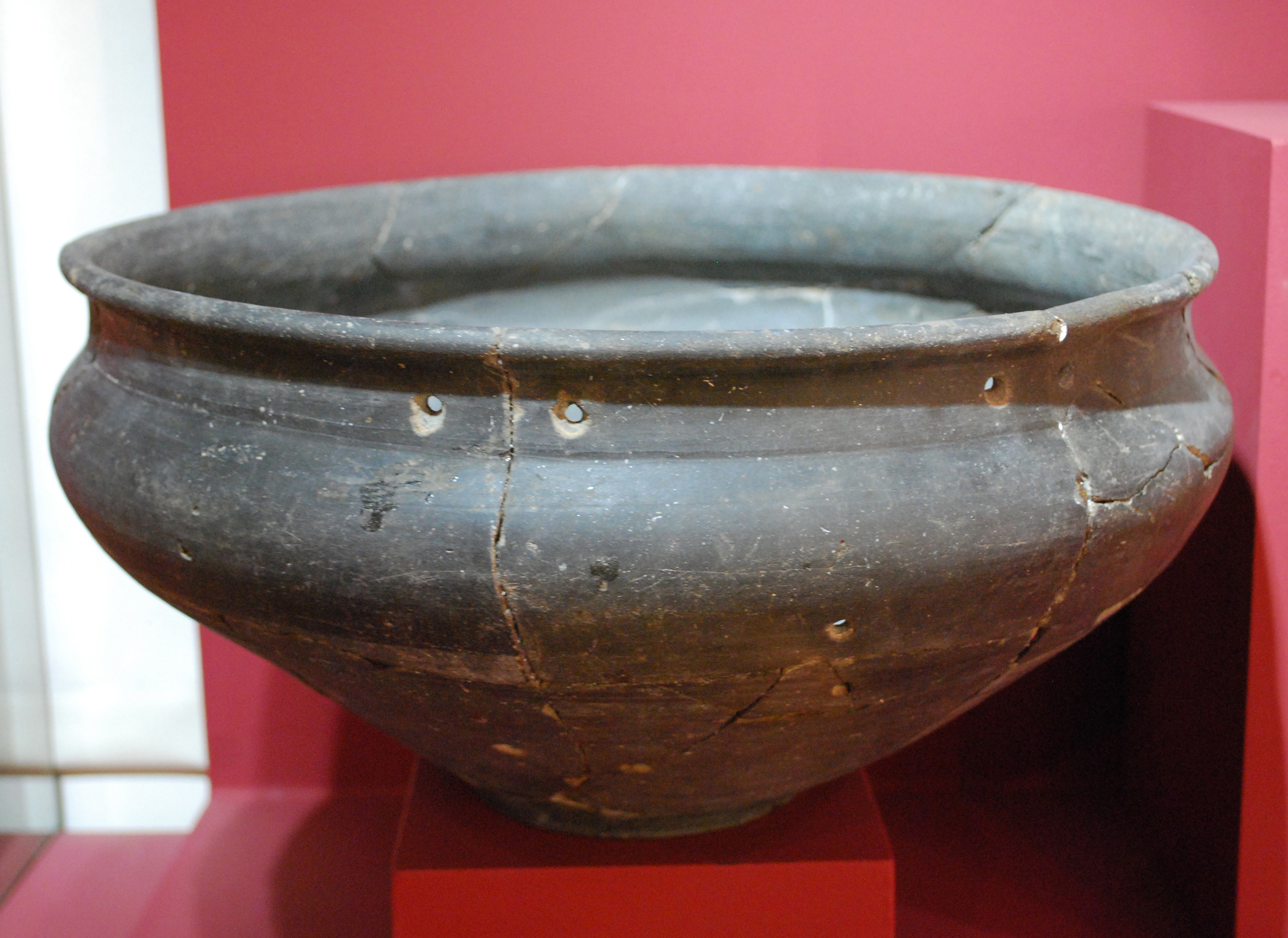
Coupe gauloise en terre cuite.
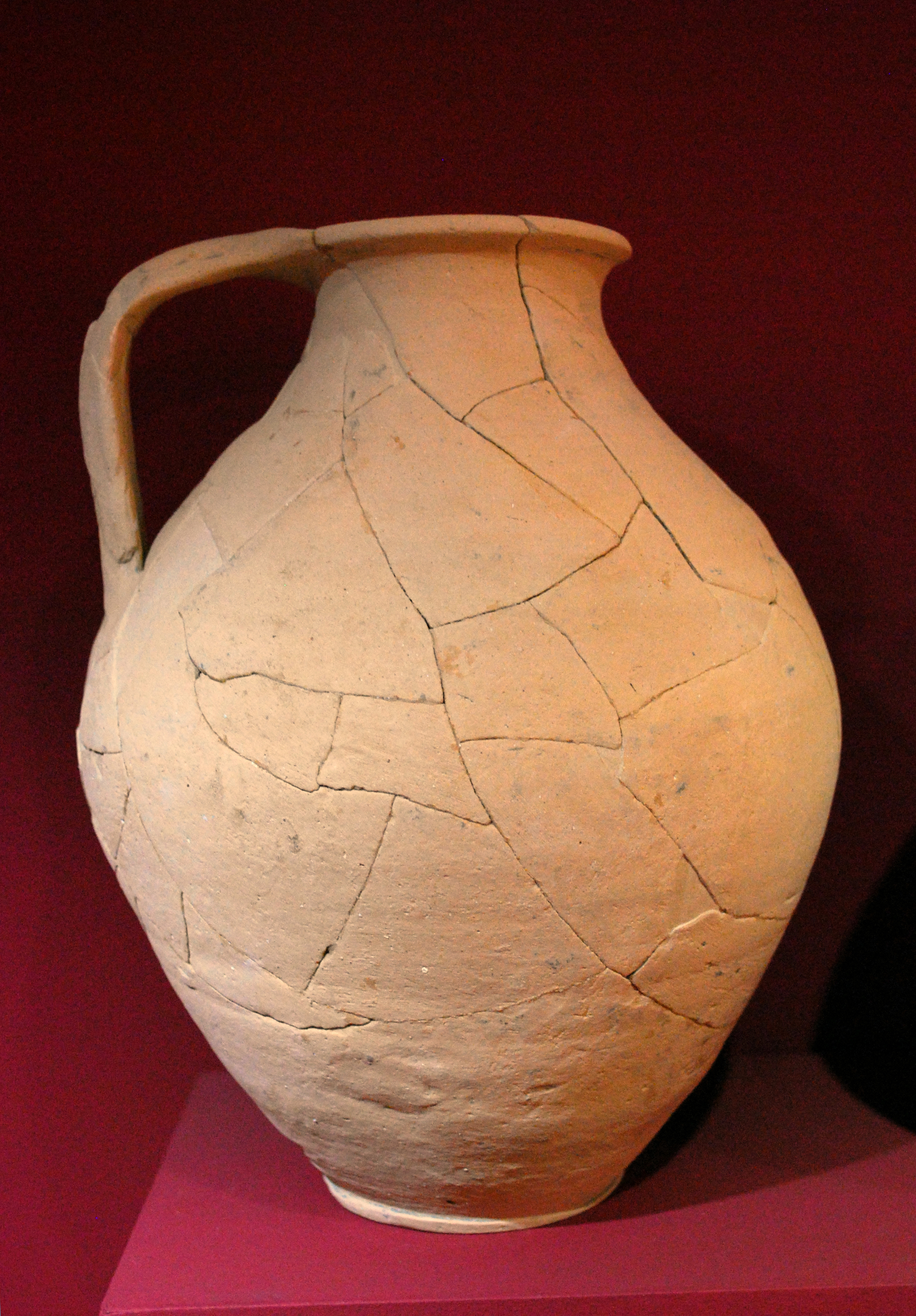
Cruche gauloise en terre cuite.

Pour la vaisselle retrouvée, elle est datée des années -150 à -50 ; elle est constituée majoritairement de céramique produite sur place : vases de cuisine réalisés sans tour, vases de tables, gobelets, cruches et objets à la fonction inconnue réalisés au tour et ainsi de meilleure qualité. Une partie de ces vases sont des copies de vases de luxes en provenance de Méditerranée occidentale. D'autres vases proviennent d'Italie ; il s'agit en particulier de céramique campanienne, ainsi que d'Espagne : petits pichets de céramique grise et de céramique ibérique, peintes en rouge. Ces importations de céramiques témoignent aussi d'un changement d'alimentation de la population, qui adopte peu à peu des traditions culinaires méditerranéennes.

Objets découverts lors de fouilles de la caserne Niel et exposés au Musée Saint-Raymond
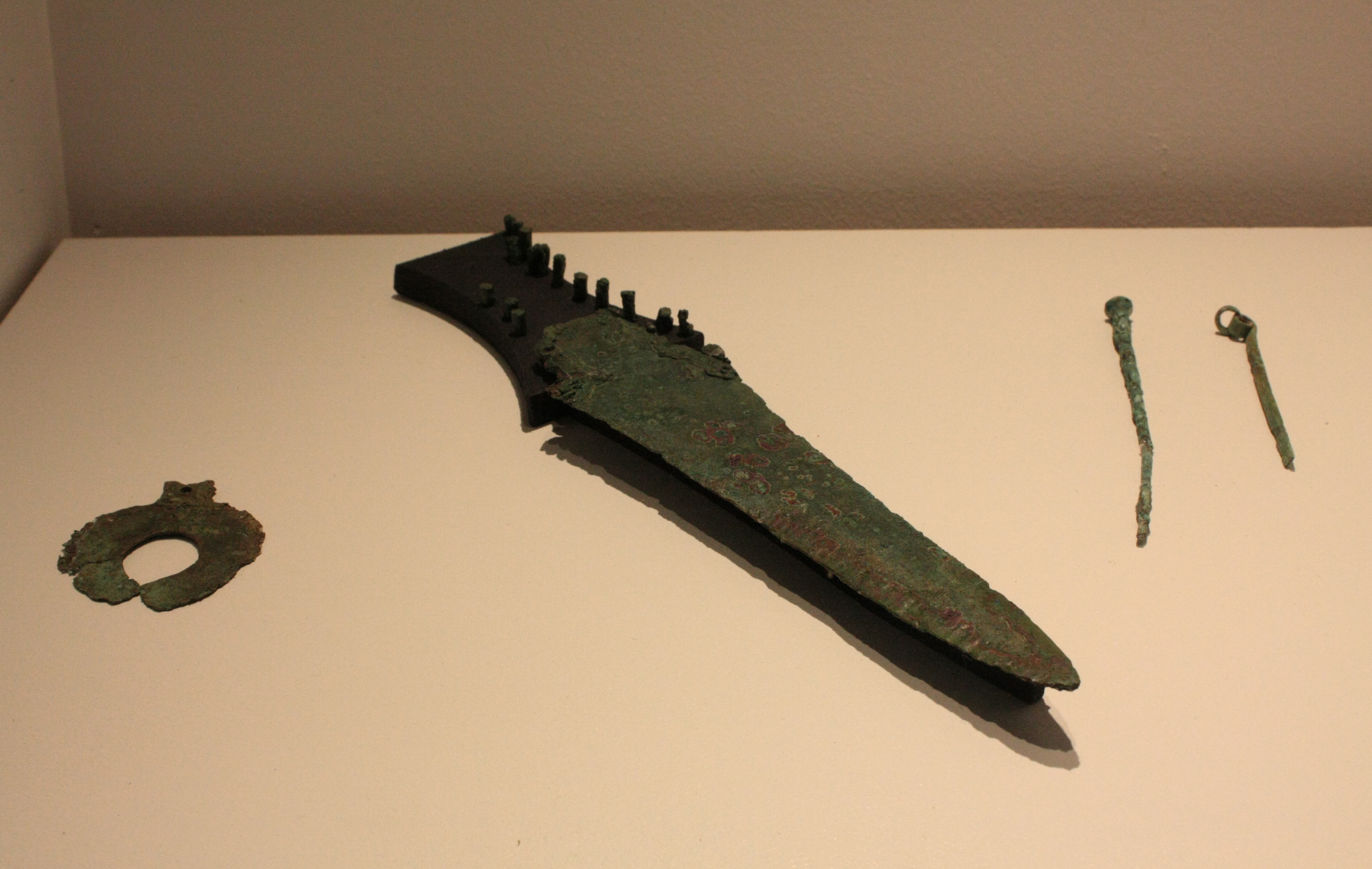
Poignard et épingle en bronze. Fin de l'âge du bronze (900-800 av. notre ère).
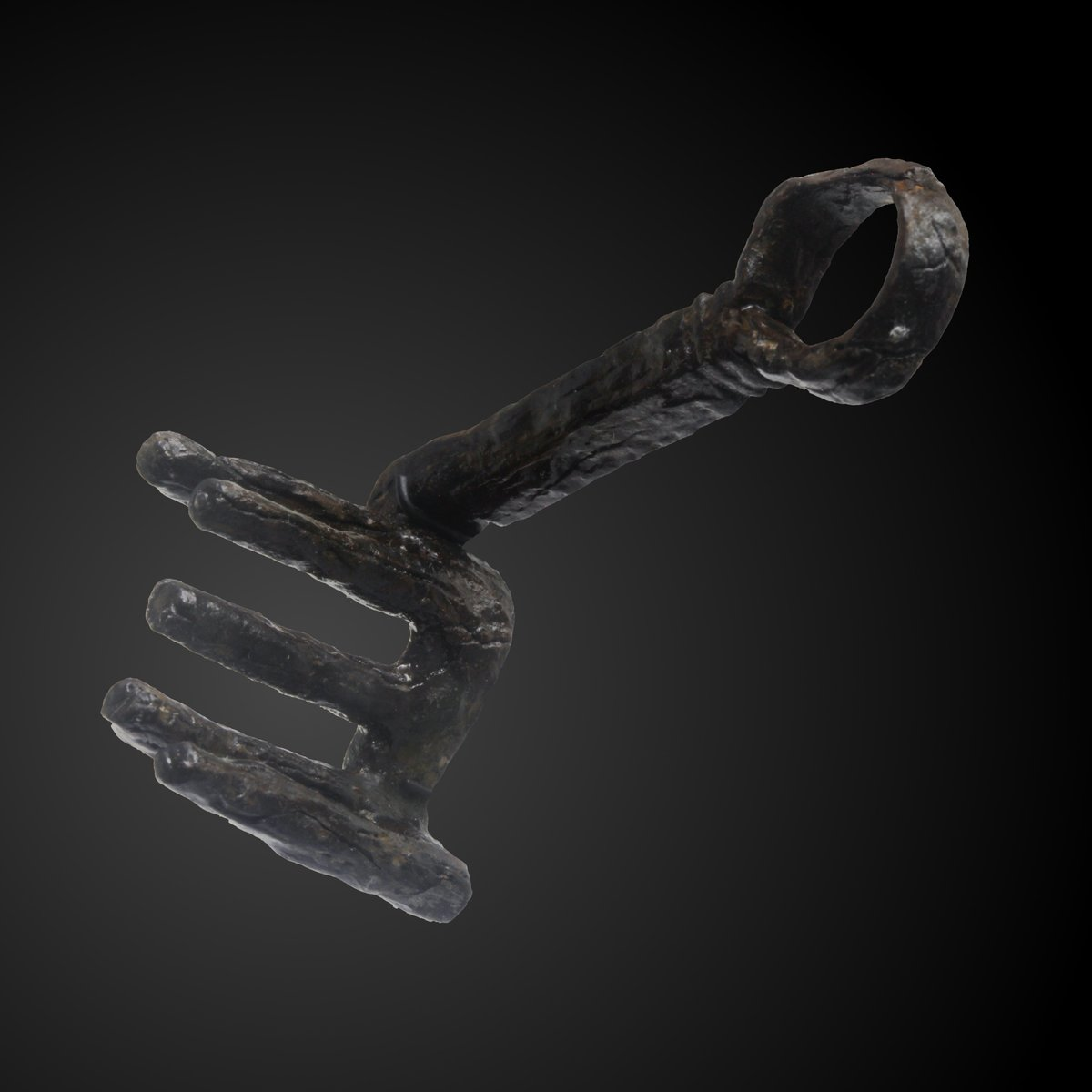
Clé gauloise en fer.

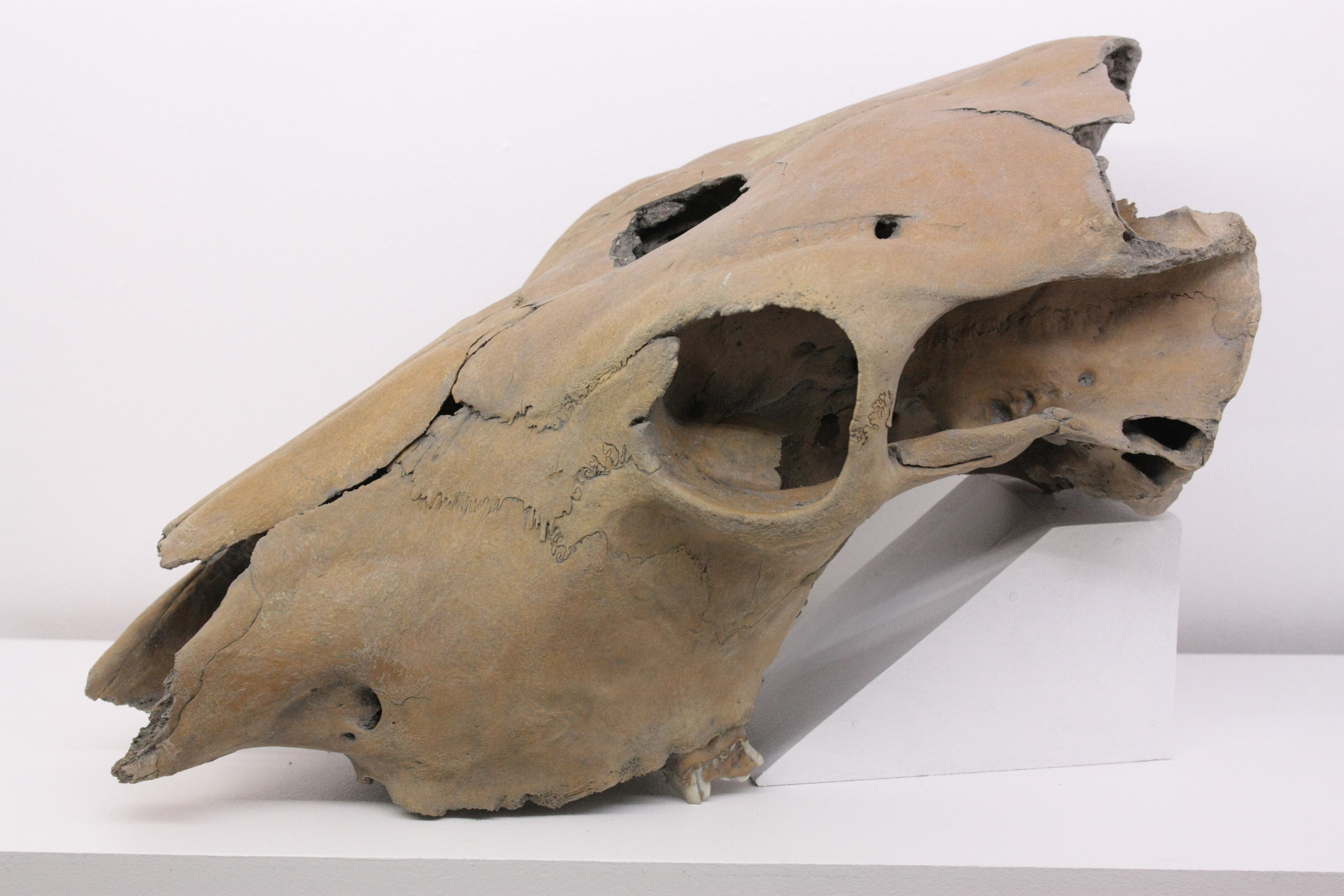
Crâne de bovidé retrouvé à Niel

Les restes fauniques sont typiques des habitats de la Gaule, avec l'essentiel provenant d'animaux d'élevages : porcs, bœufs, chèvres et moutons. Les traces de couteaux trouvés sur les ossements attestent aussi de la consommation de viande de chien, tandis que les restes de chevaux ne portent aucune trace pouvant témoigner d'hippophagie.
Concernant les restes d'animaux sauvages (chats sauvages, blaireaux, cerfs, bouquetins, tortues), aucun ne porte de trace de découpes bouchères.
En raison de la présence, nombreuse, d'objets du quotidien, l'hypothèse de l'existence d'un grand sanctuaire couplé d'une nécropole se voit invalidée.

### 2009 à 2011
De 2009 à 2011, une équipe de 40 personnes de la société Archeodunum fouille 2,6 hectares du terrain de la ZAC Niel. Ces fouilles mettent au jour des vestiges néolithiques, à la surprise des chercheurs, ainsi que 75 nouvelles tombes datant de la fin de l'âge du bronze et du premier âge du fer.
La fouille des bâtiments, rendue difficile par leur implantation dans les limons anciens de la Garonne, révèle une architecture fruste, essentiellement de terre et de bois, utilisant tessons d'amphore et galets calibrés afin d'assainir et niveler le sol des surfaces. Plusieurs bâtiments ont pu être identifiés comme des lieux d'habitation.

Fouilles de 2011 exposées lors de Brut de Fouilles
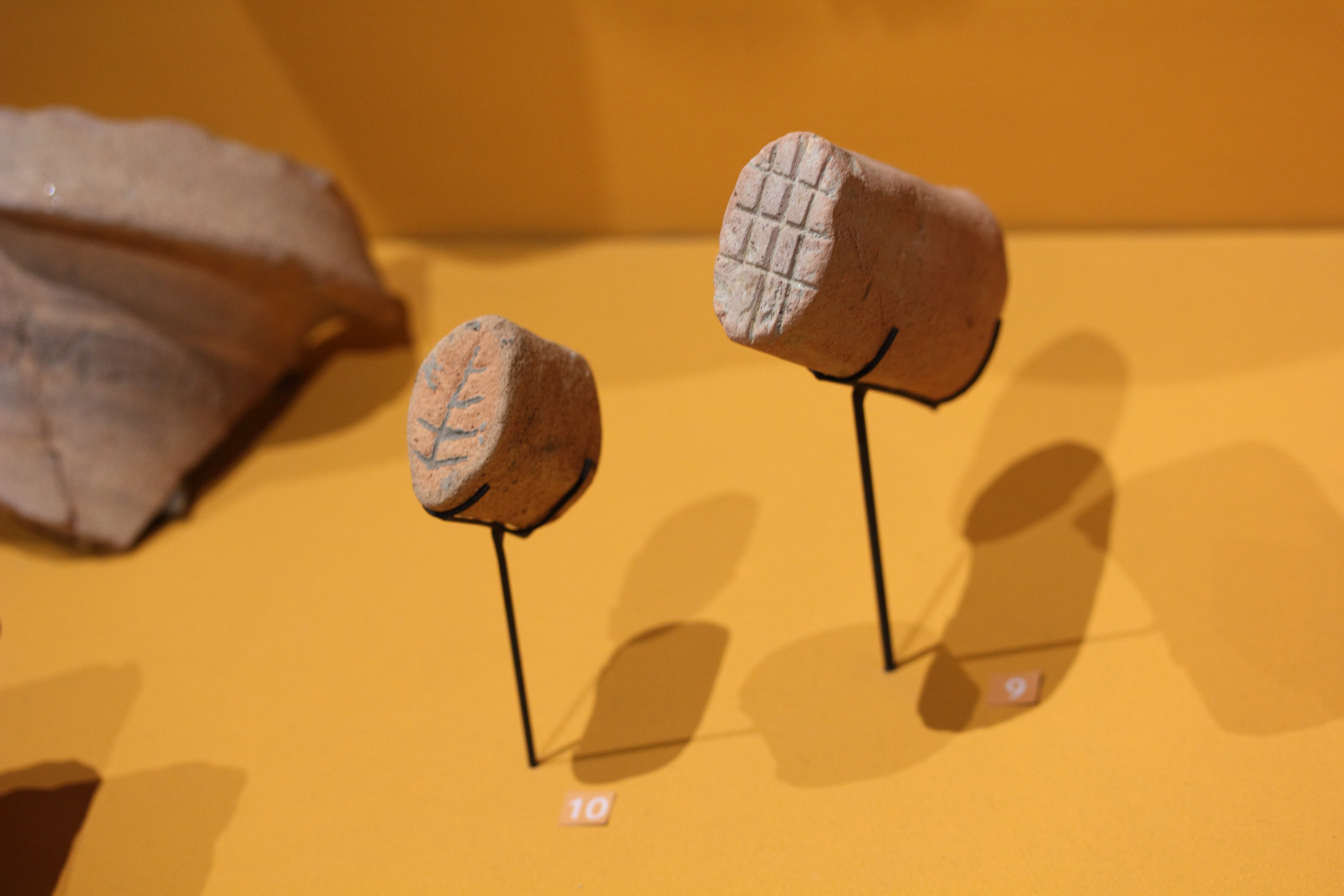
Anses d'amphores transformées en tampons
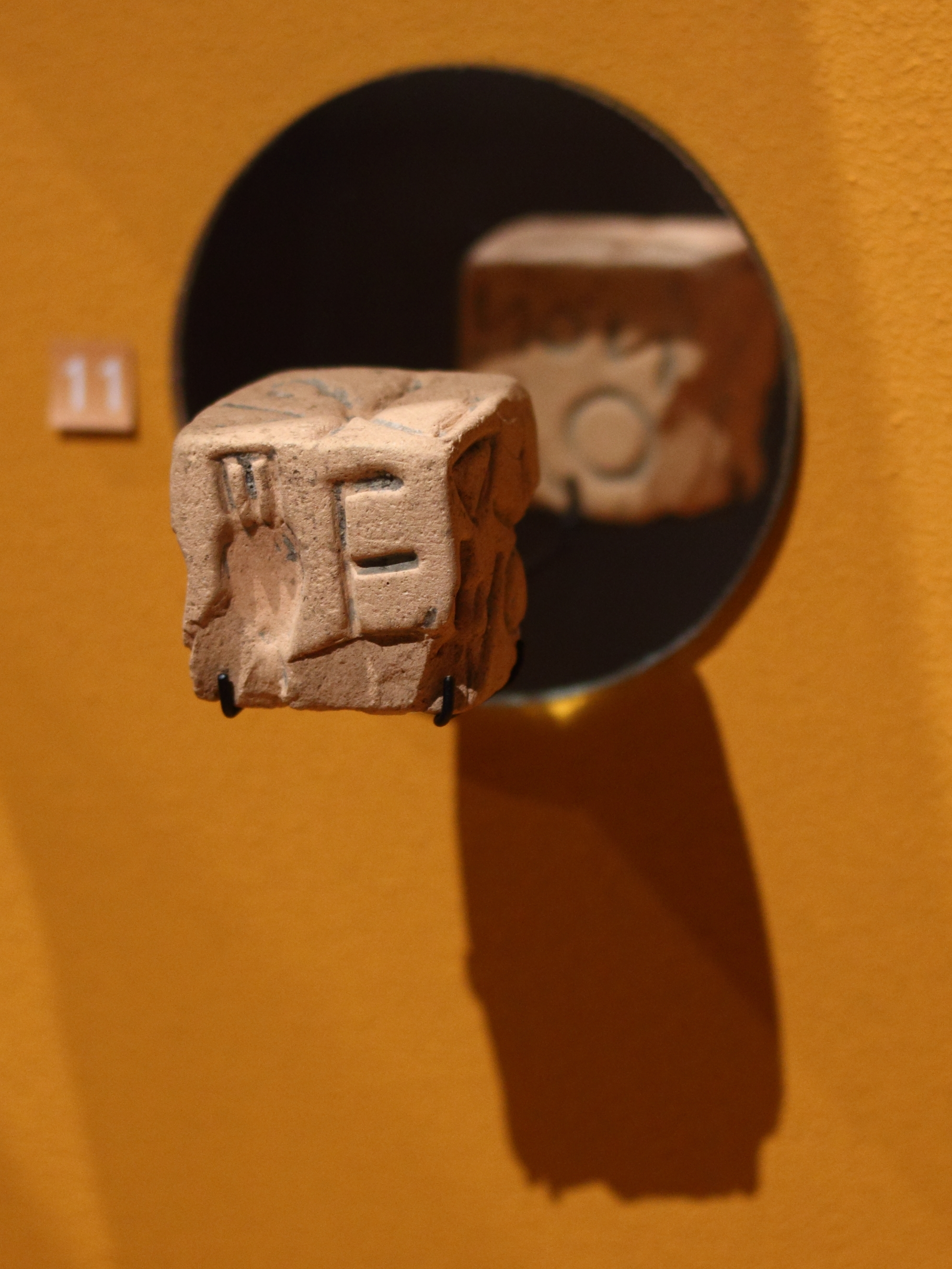
Dé en terre cuite inscrit et imprimé d'une amphore. Argile provenant de Campanie.
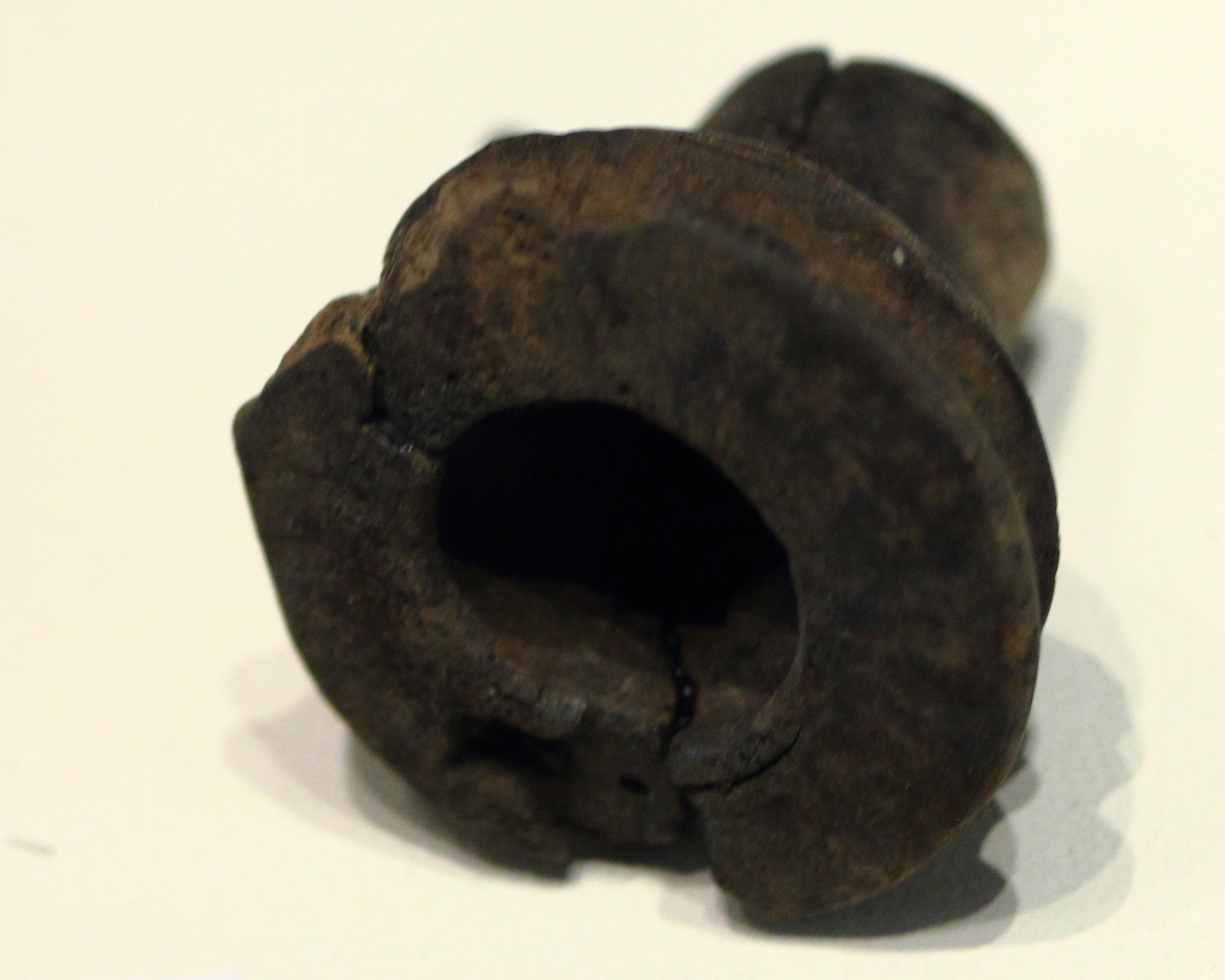
Pièce en buis travaillée au tour, provenant peut-être d'un instrument de musique.

L'étude des provenances du mobilier donne une répartition géographique plus large que celle des précédentes fouilles : Tyr, Alexandrie, Rhodes, Athènes, Brindes, Tripoli et Carthage.
À la suite de ces fouilles est organisée en 2012 une exposition au musée Saint-Raymond, Brut de fouilles.